# 三粒小麦黄酮
三粒小麦黄酮（化学名：5,7,3',4',5'-五羟基黄酮，5,7,3',4',5'-Pentahydroxyflavone）是一种黄酮类化合物，分子式C15H10O7，存在于蓝桉（Eucalyptus globulus）等桃金孃科植物中，对MCF-7乳腺癌细胞有抑制作用。